# プリズン・ストーリーズ
『プリズン・ストーリーズ』（Cat O'nine Tales）は、ジェフリー・アーチャーが2006年に発表した短編小説集。短編12作を収録している。
アーチャーは1999年に偽証罪に問われ、2001年には実刑が確定し服役しているが、服役・社会復帰後に初めて著した短編集である。著者による前書きによると、刑務所中で見聞した出来事のうち、先に著した体験記『獄中記』には、相応しくない物語を元にした短編が9つ含まれている。他の3つの短編を含め、本短編集の各作品は事実に脚色を施したものと記述されている。
原題のCat O'nine Talesは鞭の一種Cat o' nine tails（九尾の猫）の同音のもじりである。この鞭は、西洋では監獄での取調べや罪人への鞭打ちに用いられていた。このような背景を元に、収監時の体験に基づく短編が9つ含まれている本書の原題として採用されている。
また、tale（物語）と tail（尻尾）の語呂合わせは初歩的なものであり、キャロル・ルイス『不思議の国のアリス』の「コーカス・レースと長いお話」の中にも登場する。

## 日本語訳
- 『プリズン・ストーリーズ』、永井淳訳、新潮文庫、2008年